# نهر بريمبو
نهر بريمبو (باللومباردية:Brèmb) هو نهر يقع في إيطاليا على طول 74 كم. وأحد روافد نهر أدا. ويوجد النهر في مقاطعة بيرغامو في منطقة لومبارديا.
يَنبُع بريمبو من جبال الألب بيرجامو عند سفح بيتسو ديل ديافولو، ويكتمل بعد وصول فرعه الثاني الذي يتدفق من جبال ميزولدو. ويتغذى بالعديد من المجاري المائية خلال مسيره.